# Ribbed
Ribbed é o terceiro álbum de estúdio da banda NOFX, lançado em 1991, pela Epitaph Records. Foi o último álbum com Steve Kidwiler na guitarra; ele foi substituído por El Hefe. Ribbed também é o último álbum do NOFX produzido por Brett Gurewitz, que também produziu seus dois primeiros álbuns. O álbum vendeu 8.000 cópias após seu lançamento. Ribbed é o álbum de estúdio mais curto do NOFX, com 25 minutos.
| Críticas profissionais                                                      | Críticas profissionais |
| Avaliações da crítica                                                       | Avaliações da crítica  |
| Fonte                                                                       | Avaliação              |
| --------------------------------------------------------------------------- | ---------------------- |
| allmusic                                                                    | [ 2 ]                  |
| Robert Christgau                                                            | (sem nota)             |
| Sputnikmusic                                                                | [ 4 ]                  |
| Esta tabela precisa de ser acompanhada por texto em prosa. Consulte o guia. |                        |

## Faixas
Todas as faixas por Fat Mike, exceto onde anotado.
1. "Green Corn" – 1:44
2. "The Moron Brothers" – 2:26
3. "Showerdays" – 2:10
4. "Food, Sex & Ewe" – 1:47
5. "Just The Flu" – 2:03
6. "El Lay" – 1:14
7. "New Boobs" – 3:27
8. "Cheese/Where's My Slice" – 2:16
9. "Together On The Sand" (Steve Kidwiller) – 1:11
10. "Nowhere" – 1:34
11. "Brain Constipation" – 2:24
12. "Gonoherpasyphilaids" – 1:43
13. "I Don't Want You Around" – 1:39
14. "The Malachi Crunch" – 2:53

## Créditos
- Fat Mike - Vocal, baixo
- Eric Melvin - Guitarra
- Steve Kidwiller - Guitarra, vocal em "Together On The Sand"
- Erik Sandin - Bateria
- Jay Bentley - Vocal de apoio
- Mark Curry - Vocal de apoio